# Ras El Aïn Amirouche
Ras El Aïn Amirouche è un comune dell'Algeria, situato nella provincia di Mascara.